# Morozivske, Pavlohrad
Morozivske (în ucraineană Морозівське) este un sat în comuna Verbkî din raionul Pavlohrad, regiunea Dnipropetrovsk, Ucraina.

## Demografie
Componența lingvistică a localității Morozivske
     Ucraineană (87,63%)
     Rusă (10,86%)
     Alte limbi (0,51%)
Conform recensământului din 2001, majoritatea populației localității Morozivske era vorbitoare de ucraineană (87,63%), existând în minoritate și vorbitori de rusă (10,86%).